# Gabi Altweck
Gabi Altweck (München, 11 januari 1963) is een voormalig weg- en baanwielrenster uit Duitsland.
In 1983 wordt Altweck Duits nationaal kampioene achtervolging op de baan. In 1985 en 1986 wordt ze Duits kampioene baansprint, en in 1987 wederom nationaal kampioene achtervolging.
Op de Olympische Zomerspelen van Los Angeles nam Altweck deel aan de wegrace, waarin ze als 33e finishte.

## Privé
Gabi Altweck is de dochter van wielrenner Otto Altweck.